# CNBC

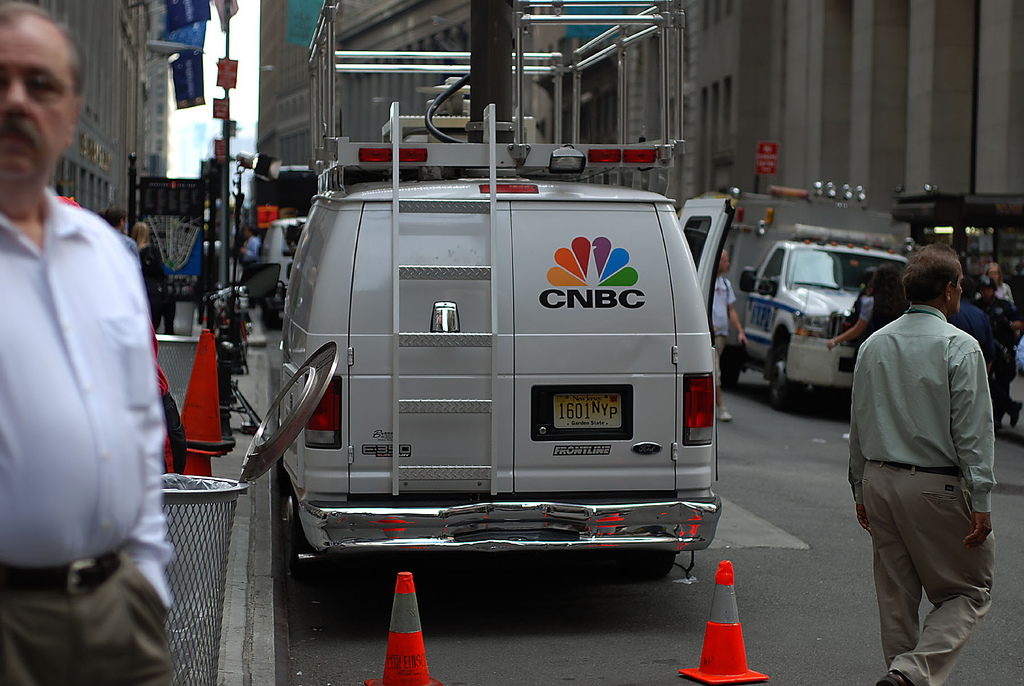
Une des camionnettes de CNBC servant à recueillir des informations sur place.

CNBC (Consumer News and Business Channel, sa désignation officielle jusqu'en 1991) est une chaîne de télévision américaine diffusant des nouvelles financières 24 heures sur 24 et 7 jours sur 7 dont le siège est à Englewood Cliffs, New Jersey. Elle diffuse principalement aux États-Unis par câble et par satellite.
Elle diffuse également dans le reste du monde par le biais de filiales, telles CNBC Europe basée à Londres, CNBC Indonesia basée à Jakarta et CNBC Asia basée à Singapour. 
En 2007, elle a une audience combinée de 390 millions de téléspectateurs. Au niveau de la diffusion via le câble, sa capitalisation financière serait d'environ 4 milliards de dollars.
CNBC est une filiale du géant Comcast Corporation. 

## Description
La chaîne offre différents services supplémentaires, tel CNBC.com opéré conjointement avec MSN, un service d'informations financières en compétition avec Marketwatch.com et Yahoo! Finance. 
CNBC a été critiquée pour sa complaisance envers certains financiers, et pour ses positions lors de la crise des subprimes.

## Canada
La chaîne est autorisée pour distribution au Canada depuis juillet 1991. Lors de la diffusion d'émissions de téléréalité provenant du réseau généraliste NBC, ou des Jeux Olympiques, la version canadienne est remplacée par CNBC World.